# J. P. Clark
John Pepper Clark-Bekederemo (Estado del Delta, 6 de abril de 1935-13 de octubre de 2020) fue un dramaturgo, director de escena y poeta nigeriano.

## Biografía
Nació en Kiagbodo, Estado del Delta, Clark recibió su educación secundaria en el prestigioso Colegio Gubernamental de Ughelli, y su licenciatura en inglés en la Universidad de Ibadán, donde dirigió varias revistas, entre ellas The Beacon y The Horn. Tras graduarse en Ibadán en 1960 trabajó como oficial en el Ministerio de Información, en la antigua región occidental de Nigeria, como editor de artículos del Daily Express y como investigador en el Instituto de Estudios Africanos de la Universidad de Ibadán. Durante varios años fue profesor de inglés en la Universidad de Lagos, cargo que ejerció hasta 1980. Durante su estancia en la universidad fue coeditor de la revista literaria Black Orpheus.
En 1982, junto con su esposa Ebun Odutola (profesora y exdirectora del Centro de Estudios Culturales de la Universidad de Lagos), fundó el grupo teatral PEC Repertory Theatre en Lagos. Se mantuvo activo como dramaturgo y director de escena entre las décadas de 1960 y 1980, produciendo obras como Son of a Goat, The Raft, Ozidi y The Boat. También en esa época publicó varias colecciones de poesía.
Clark falleció el 13 de octubre de 2020 a los 85 años.

## Obra

### Obras de teatro notables
- 1961 - Son of a Goat
- 1964 - The Raft
- 1966 - Ozidi
- 1981 - The Boat

### Colecciones de poesía
- 1961 - Poems
- 1965 - A Reed in the Tide
- 1966 - Casualties
- 1981 - State of the Union
- 1988 - Other Poems